# Bart McGhee
Bartholomew McGhee (nacido el 30 de abril de 1899 en Edimburgo, Escocia; fallecido el 26 de enero de 1979 en Filadelfia, Pensilvania) fue un futbolista estadounidense de origen escocés. 

## Selección nacional
Jugó tres partidos con la selección estadounidense en la Copa Mundial de 1930. Anotó el primer tanto de Estados Unidos en la historia de los mundiales ante Bélgica.

### Participaciones en Copas del Mundo
| Mundial                        | Sede    | Resultado    | PJ | Goles |
| ------------------------------ | ------- | ------------ | -- | ----- |
| Copa Mundial de Fútbol de 1930 | Uruguay | Tercer lugar | 3  | 1     |

## Clubes
| Club                             | País           | Año         |
| -------------------------------- | -------------- | ----------- |
| New York Shipbuilding            | Estados Unidos | 1917 - 1919 |
| Wolfenden Shore                  | Estados Unidos | 1919 - 1921 |
| Philadelphia Hibernian           | Estados Unidos | 1921 - 1922 |
| New York Field Club              | Estados Unidos | 1922 - 1924 |
| Fleisher Yarn                    | Estados Unidos | 1924 - 1925 |
| New York Nationals               | Estados Unidos | 1925 - 1931 |
| Philadelphia Field Club (cedido) | Estados Unidos | 1929        |